# 부전군
부전군(赴戰郡)은 조선민주주의인민공화국 함경남도의 내륙에 위치한 군이다.

## 지리
함경남도 중북부에 위치한다. 개마고원의 일부를 이루는 부전고원에 있고 압록강의 지류인 부전강이 북쪽을 향해 흐르고 있다. 1926년에 착공·1930년에 완성된 부전강댐은 부전강을 막아 건설한 발전용 댐으로, 낙차가 큰 동해쪽으로 물을 떨어뜨리는 것으로 약 20만 KW의 큰 발전량을 자랑했다. 이 댐에서 만들어진 전기는 동해쪽의 흥남의 조선질소비료의 화학 공장에 충당되었다.
고위도의 내륙 고원지대이기 때문에 한반도 유수의 혹한의 땅으로서도 알려져있다. 연평균 기온은 2.5℃, 1월의 평균 기온은 -17℃에 이르고 8월의 평균 기온은 18℃까지 밖에 오르지 않는다. 이 때문에 일찍이 피서지로서도 알려졌고 일제강점기에는 부전고원이 '조선팔경'의 하나로도 꼽혔다.
남쪽으로 함경남도 신흥군, 서남쪽으로 장진군, 동쪽에는 량강도에 속하는 김형직군·풍서군과 인접한다. 부전강은 북쪽으로 인접하는 김정숙군으로 흐른다. 또 서북쪽은 자강도 랑림군이다.

## 역사
일제 이전에는 장진군에 포함되어 동상면, 동하면 지역이었다.
일제 강점기인 1914년에 동상면의 과반이 신흥군에 편입되고, 다른 리는 동하면으로 편입되었다. 
- 1930년 - 부전강댐이 완성되었다.
- 1952년 12월 - 당시의 신흥군 영고면·상원천면·하원천면·동상면을 합쳐 부전군을 신설했다(25리). 장진군 동하면은 랑림군에 편입되었다.
- 1954년 10월 랑림군의 옛 동하면 지역 대부분(현재의신흥로동자구는 김정숙군으로 편입)을 편입하였다.
- 1954년 11월 - 량강도에 속하게 되었다. 이와 함께 부전령이남의 16개리를 신흥군에 환원하였다. (구 영고면, 상원천면, 하원천면)
- 1965년 1월 - 함경남도의 소속으로 돌아왔다.

## 행정 구역
1읍 2구 14리로 구성된다.
- 부전읍 (赴戰邑)
- 차일로동자구 (遮日勞動者區)
- 호반로동자구 (湖畔勞動者區)
- 백암리 (白岩里)
- 문천리 (文川里)
- 이팔리 (二八里)
- 문암리 (文岩里)
- 광대리 (廣大里)
- 서늪리
- 동늪리
- 한대리 (漢垈里)
- 산수리 (山水里)
- 개화리 (開花里)
- 여운리 (如雲里)
- 릉구리 (陵口里)
- 안기리 (安基里)
- 은하리 (銀河里)